# Flesch Ármin (rabbi)
Flesch Ármin (Bácsalmás, 1865. április 11. – Auschwitzi koncentrációs tábor, 1944) ókanizsai, majd mohácsi főrabbi, egyházi író.

## Élete
A Budapesti Rabbiképző és a budapesti egyetem bölcsészeti fakultásának elvégzése után 1887-ben Ó-Kanizsán (ma: Magyarkanizsa), majd két év múlva Mohácson választották főrabbivá. Azt követően ott működött. Élénken részt vett a mohácsi közéletben főleg felolvasásokkal és a nemzeti ünnepeken tartott beszédekkel. 
1944 júliusában Auschwitzba deportálták, ahol életét vesztette.

## Művei
Az egyházi irodalom terén jelentékeny munkásságot fejtett ki. Rengeteg cikke és tanulmánya jelent meg különböző felekezeti lapokban és évkönyvekben. Hitszónoklatai, ünnepi beszédei és felolvasásai külön füzetekben nyomtatásban is megjelentek. Fontosabb művei: 
- Jakob ben Abba. Mári ben Simon ben Anatoli, mint exgeta. Adalék a biblia allegoricus magyarázatának történetéhez. Bölcsészettudori értekezés. Budapest, 1887
- Jakob ben Abba. Élethivatásom. Székfoglaló beszéd a mohácsi rabbi állás elfoglalásakor 1889. aug. 8. Pécs, 1889
- Jakob ben Abba. A szabadság ünnepe. Hitszónoklat, tartotta a 48-as törvények szentesitésének félszázados évfordulóján Pesach ünnepén 1898 ápr. 11-én. Mohács, 1898
- Gondolatok a Talmudból. Zenta, 1898
- Emlékbeszéd néhai Rosenberg Adolf fölött. A bácsalmási izr. hitközség által 1909. jan. 24-én rendezett gyászistentiszteleten tartotta Flesch Ármin. Mohács, 1900
- A mohácsi Chevra-Kadisa története 1850–1900. Mohács, 1902
- Tolstoi és a zsidóság és a szeretet a bibliában. Mohács, 1904
- A zsidó. Budapest, 1908 (újabb kiadás: 1911)
- A zsidó a magyar közmondásban. Budapest, 1908
- Az élet meghosszabbítása bibliai és talmudi alapon. Mohács, 1910
- Hagada. Ford. és tárgyi magyarázatokkal ellátta: Flesch Ármin. Galánta, 1914
- Mislé. Magyarázatok Salamon példabeszédéhez:Vallás-erkölcsi élet útmutatója, Mohács, 1935

Egyéb műve: A rabbi és hitközsége. In: Emlékkönyv. Bloch Mózes tiszteletére. Életének kilencvenedik évfordulója alkalmából kiadják tanítványai. Budapest, 1905.